# Meshuggah (EP)
Meshuggah, även känd som Psykisk Testbild, är en EP med det svenska progressiva extrem metal-bandet Meshuggah. EP:n släpptes som 12" vinyl, begränsad till 1000 exemplar, i juni 1989 av skivbolaget Garageland. EP:n lutar mer mot thrash metal än bandets senare verk. De tre spåren på denna EP återutgavs 2001 på samlingsalbumet Rare Trax. 

## Låtlista
Sida 1
1. "Cadaverous Mastication" – 7:49

Sida 2
1. "Sovereigns Morbidity" – 4:30
2. "The Debt of Nature" – 7:19

## Medverkande
Musiker (Meshuggah-medlemmar)
- Jens Kidman – gitarr, sång
- Fredrik Thordendal – gitarr, bakgrundssång
- Niklas Lundgren – trummor, sång
- Peter Nordin – basgitarr

Produktion
- P.H. Rics (Pelle Henricsson) – producent